# Kōji Tsujitani
Kōji Tsujitani (辻谷 耕史?, Tsujitani Kōji; Kodaira, 26 aprile 1962 – Tokyo, 17 ottobre 2018) è stato un doppiatore giapponese. Proveniva dalla prefettura di Tokyo e come doppiatore ha interpretato personaggi di anime e videogiochi. La sua carriera di doppiatore è iniziata nel 1987 e ha lavorato per Sigma Seven. Muore improvvisamente di ictus all'età di 56 anni a Tokyo, il 17 ottobre 2018.

## Doppiaggio
- 3x3 occhi (Yakumo)
- Blood+ (Solomon)
- Bondage Queen Kate (Jones)
- I cieli di Escaflowne (Jajuka)
- Eureka Seven (Dewey Novak)
- Genocyber (Ryuu)
- Ginga: Nagareboshi Gin (Kurojaki)
- Grander Musashi (Sugeru)
- Guardian of the Sacred Spirit (Tanda)
- Hajime no Ippo (Ryuichi Hayami)
- InuYasha (Miroku)
- Kingdom Hearts III (Woody)
- L'irresponsabile capitano Tylor (Tylor)
- Maburaho (Akai Haruaki)
- Gundam 0080: La guerra in tasca (Bernard Wiseman)
- Gundam F91 (Seabook Arno)
- Otaku no Video (Ken Kubo)
- Ranma ½ (Hiroshi, Tatewaki Kuno (2° voce))
- RG Veda (Ten-oh)
- Salamander (Dan)
- Sengoku Basara (Azai Nagamasa)
- Slam Dunk (Kenji Fujima)
- Street Fighter II V (Ryu)
- Video Girl Ai (Takashi Niimai)
- Il violinista di Hamelin (Raiel)
- Yu degli spettri (Itsuki)

## Anime CDs
- Kouji Tsujitani feat. Houko Kuwashima e Kumiko Watanabe in 風のなかへ - Into the Wind (Kaze no Naka e)